# Rose Pettigrew
Pour les articles homonymes, voir Pettigrew.
La modèle d'artiste Rose Amy Pettigrew est née à Portsmouth le 25 février 1872 et morte après 1947.
Elle et ses deux sœurs Hetty et Lily posent pour les peintres anglais de leur époque.

## Biographie
Les parents de Rose sont le tailleur de liège William Joseph Pettigrew et son épouse Harriet Davis.
Rose est l'une des treize enfants du couple.
Elle a dix ans quand son père meurt et que sa mère s'installe à Londres : les trois filles découvrent dans la capitale le monde de l'art, et commencent à poser pour des peintres comme James McNeill Whistler, sa femme Beatrice, William Holman Hunt, et John Everett Millais
.
Dès 1885, ses portraits par Philip Wilson Steer font connaître Rose. La jeune fille et lui entretiennent une relation amoureuse mais ne marient pas. Vers la fin de sa vie, ses mémoires nous parlent d'elle-même et de ses sœurs :

« Nous sommes devenues à la mode parmi les artistes.
Beaucoup ont essayé de nous corrompre pour que nous puissions poser pour eux, mais nous étions trop fières pour tomber dans ce genre d'esprit.
Rares étaient les expositions où il n'y avait pas de portrait des "belles demoiselles Pettigrew", comme on nous appelait. Nous n'avons jamais posé pour moins d'une demi-guinée par jour, ce qui était beaucoup d'argent dans ces temps difficiles. »

James Whistler la rencontre en 1884. Elle pose pour divers pastels, et c'est peut-être elle qu'on peut voir dans Flesh Color and Silver  et The Card Players.
Ses mémoires nous diront qu'elle déjeunait souvent chez les Whistler, sur Tite Street
,.
Beatrix aurait voulu l'adopter
.
En 1891, Rose est l'un des modèles préférés de Whistler, et pose cinq jours par semaine pour des dessins au crayon, des pastels et des aquarelles. Sur les pastels de la "série rose", comme la nomme Abbott McNeill Whistler, Rose tient un bébé qui est peut-être Harriet Lilian, fille d'Alfred Pettigrew, l'un des frères aînés de Rose.
À partir de 1896, elle ne pose plus. Elle épouse, le 6 juillet de cette année-là, le musicien Harry Waldo Warner (1875-1945), compositeur, concertiste, cofondateurs du Quatuor à cordes de Londres. Vers 1947, elle écrit ses mémoires, qui seront publiées à titre posthume 

## Galerie d'images
| Œuvre | Cartel                                                                             |
| ----- | ---------------------------------------------------------------------------------- |
|       | Rose lisant Artiste: Beatrice Whistler Année: 1888-1893                            |
|       | Rose Pettigrow tenant un bébé Artiste: James Whistler Année: env. 1890             |
|       | Autoportrait avec modèle (Rose Pettigrew) Artiste: Philip Wilson Steer Année: 1894 |
|       | Les joueurs de cartes Artiste: James Whistler Année: 1895                          |
|       | Vêtements japonais Artiste: Philip Wilson Steer Année: 1896                        |